# Hotel Sofitel Buenos Aires
El Edificio Mihanovich (también conocido como Edificio Bencich), concebido como edificio de renta por el empresario Nicolás Mihanovich, actualmente Casa Lucía, se encuentra en el barrio de Retiro, en Buenos Aires, Argentina.

## Historia

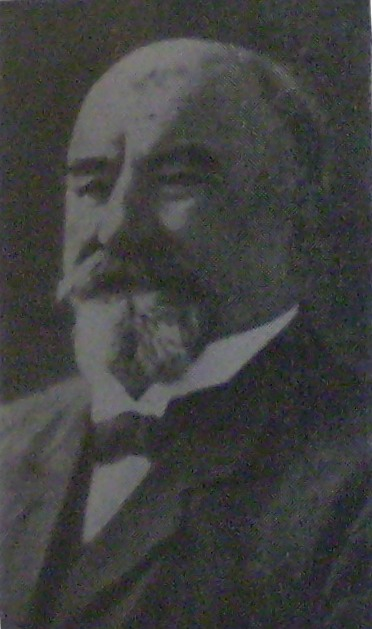
Nicolás Mihanovich.

Nicolás Mihanovich fue un exitoso empresario de origen austrohúngaro que fundó la Compañía de Navegación Nicolás Mihanovich Ltd. hacia comienzos del siglo XX, primera en unir regularmente Buenos Aires con Colonia y Carmelo en el Uruguay, cruzando el Río de la Plata con pasajeros.
Con la voluntad de levantar un edificio de alquiler para obtener de él rentas, compró un terreno en la exclusiva calle Arroyo, en el llamado Barrio Norte para alojar parientes de las grandes familias de la oligarquía, que no tenían el capital de aquellas para construirse un palacio.
Dice la voz popular que Mihanovich quiso que su edificio fuera un gran rascacielos que, aprovechando su cercanía a la costa del Río de la Plata, fuera visible a la distancia y poseyera un faro que recibiera a los navegantes de los barcos de su compañía. Por ello, encargó a la compañía de dos compatriotas suyos, los Hermanos Bencich, la construcción de la torre que diseñaron los arquitectos Héctor Calvo, Arnoldo Jacobs y Rafael Giménez en 1925.

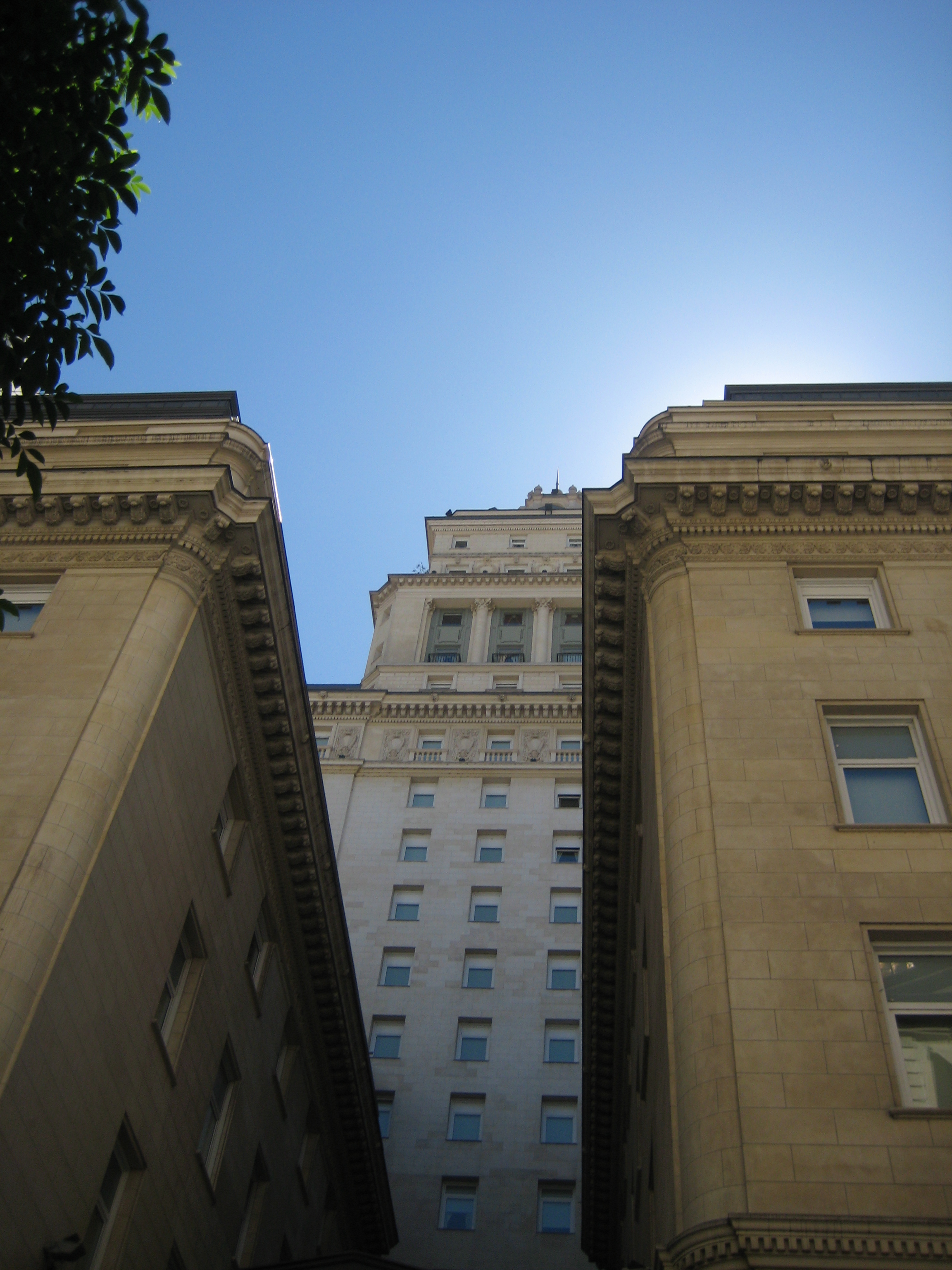
Visto desde la base.

Con la muerte de Mihanovich en 1929 los hermanos Bencich compraron el edificio a sus sucesores. 
En 2002, el grupo Accor tomó el inmueble en alquiler. Se remodeló totalmente para que en el mismo funcione un Hotel Sofitel de 5 estrellas. Los trabajos de restauración y refacción del inmueble estuvieron a cargo del arquitecto Daniel Fernández. Los interiores fueron diseñados por el estudio de arquitectura Hampton-Rivoira, en colaboración con el francés Pierre-Yves Rochon

## Características
El edificio es de estilo ecléctico historicista, con fuertes reminiscencias en su cúpula del Mausoleo de Halicarnaso, en Asia Menor. La voluntad de Mihanovich era construir el edificio más alto de Buenos Aires, superando al Palacio Barolo, pero la Intendencia se lo impidió.
El conjunto se compone de dos edificios de 7 plantas (originalmente eran 5) que dan a la calle Arroyo, separados por un pasaje privado para carruajes que fue transformado en un gran vestíbulo con locales comerciales por el arquitecto Fernández. Al final del pasaje se erige la torre de 20 pisos (como en muchos hoteles, no existe el piso 13) que remata con una cúpula piramidal con un faro en la cima, que alcanza los 80 metros de altura.
El hotel Sofitel Buenos Aires tiene 144 habitaciones y 28 suites distribuidas en los 19 pisos de la torre y los 7 de los bloques laterales. Además, los pisos 19 y 20 de la torre conforman un departamento.
El 15 de noviembre de 2017 un portal en línea informaba “Cierra uno de los hoteles más lujosos de Buenos Aires y es un misterio qué pasará con su edificio histórico”. La noticia hacía referencia al Hotel Sofitel, que desde hacía 15 años operaba en el Edificio Mihanovich. El Grupo Accor había iniciado la remodelación del inmueble en 1997 y que el hotel se inauguró en 2002 “manteniendo la fisonomía general de la obra original en el exterior”.
El inmueble fue adquirido por la cadena española Único Hotels en marzo del 2023, y reinaugurado el 29 de enero del 2024 en un hotel de lujo que dieron a llamar “Casa Lucía”.
Desde diciembre de 2024, el Hotel Sofitel Buenos Aires se abastece totalmente con energía solar, provista por MSU Argentina.